# لي ميدوز
لي ميدوز (بالإنجليزية: Lee Meadows)‏ هو لاعب كرة قاعدة أمريكي، ولد في 12 يوليو 1894 في أوكسفورد في الولايات المتحدة، وتوفي في 29 يناير 1963 في دايتونا بيتش في الولايات المتحدة.

## وصلات خارجية
- لي ميدوز على موقعبيزبول رفرنس.كوم (الدوري الرئيسي) (الإنجليزية)